# Oliveira do Mondego
Oliveira do Mondego é uma aldeia portuguesa do Município de Penacova, sede da freguesia de Oliveira do Mondego e Travanca do Mondego.
Foi também sede da Freguesia de Oliveira do Mondego que foi extinta em 2013, no âmbito de uma reforma administrativa nacional, tendo sido agregada à Freguesia de Travanca do Mondego, para formar uma nova freguesia denominada União das Freguesias de Oliveira do Mondego e Travanca do Mondego da qual é sede.O último Presidente da Junta de Freguesia de Oliveira do Mondego foi Gilberto Duarte do PCP até 29 de Setembro de 2013.
A Barragem da Raiva situa-se nesta freguesia na localidade de Porto da Raiva e, na mesma aldeia o Rio Alva chega ao seu termo na Foz do Alva.
Designou-se Oliveira do Cunhedo até 1912.

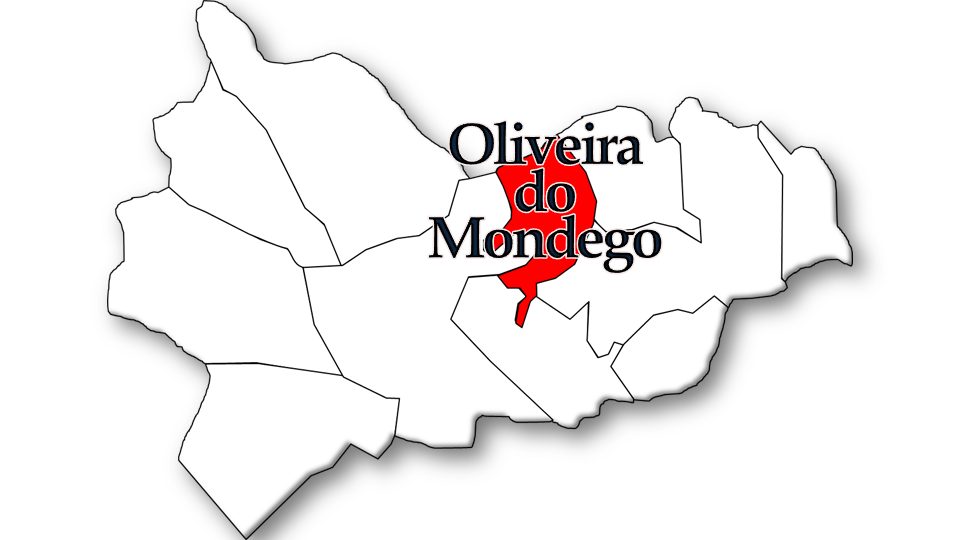
Localização no Município de Penacova

## População
| População da freguesia de Oliveira do Mondego | População da freguesia de Oliveira do Mondego | População da freguesia de Oliveira do Mondego | População da freguesia de Oliveira do Mondego | População da freguesia de Oliveira do Mondego | População da freguesia de Oliveira do Mondego | População da freguesia de Oliveira do Mondego | População da freguesia de Oliveira do Mondego | População da freguesia de Oliveira do Mondego | População da freguesia de Oliveira do Mondego | População da freguesia de Oliveira do Mondego | População da freguesia de Oliveira do Mondego | População da freguesia de Oliveira do Mondego | População da freguesia de Oliveira do Mondego | População da freguesia de Oliveira do Mondego |
| --------------------------------------------- | --------------------------------------------- | --------------------------------------------- | --------------------------------------------- | --------------------------------------------- | --------------------------------------------- | --------------------------------------------- | --------------------------------------------- | --------------------------------------------- | --------------------------------------------- | --------------------------------------------- | --------------------------------------------- | --------------------------------------------- | --------------------------------------------- | --------------------------------------------- |
| 1864                                          | 1878                                          | 1890                                          | 1900                                          | 1911                                          | 1920                                          | 1930                                          | 1940                                          | 1950                                          | 1960                                          | 1970                                          | 1981                                          | 1991                                          | 2001                                          | 2011                                          |
| 921                                           | 1 099                                         | 992                                           | 1 053                                         | 1 037                                         | 878                                           | 747                                           | 1 014                                         | 1 012                                         | 921                                           | 839                                           | 781                                           | 793                                           | 734                                           | 658                                           |

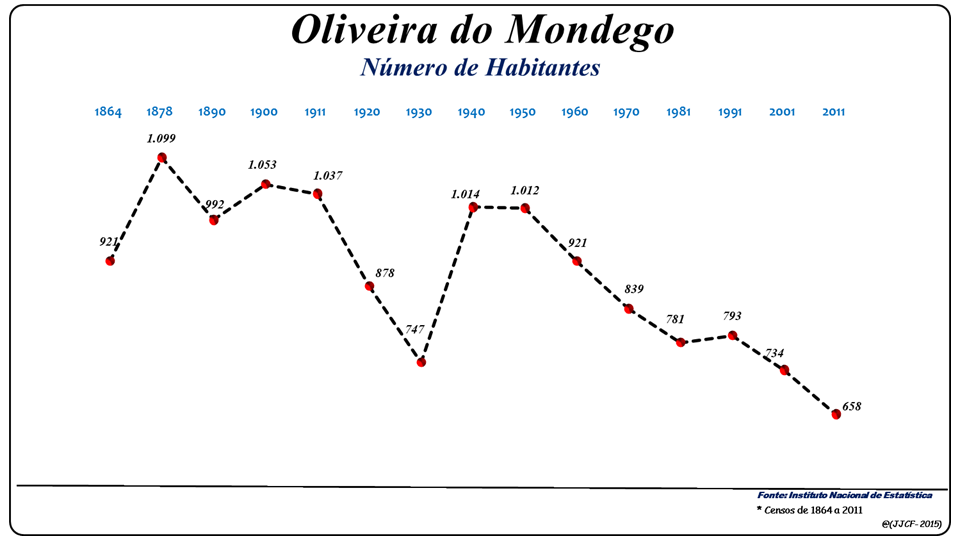
Evolução da População (1864 / 2011)

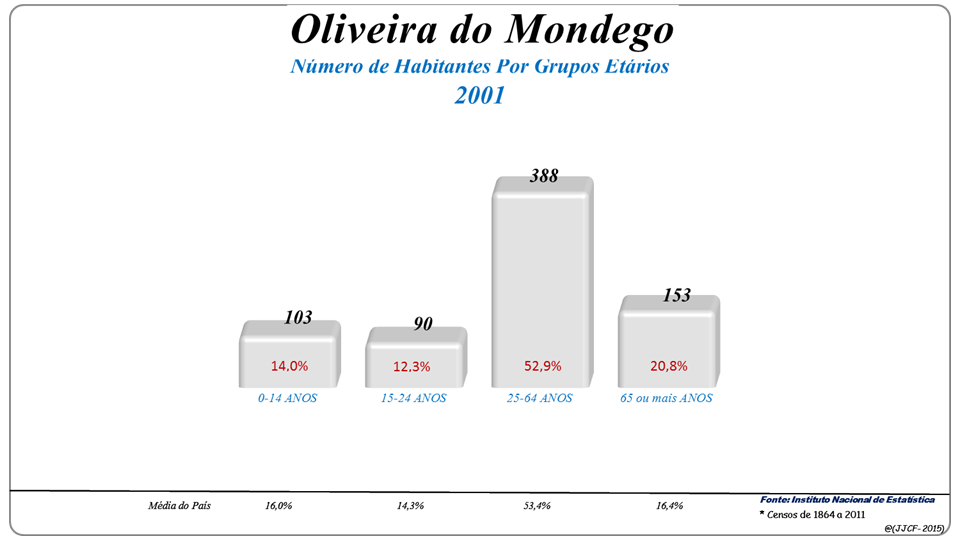
Grupos Etários (2001 e 2011)

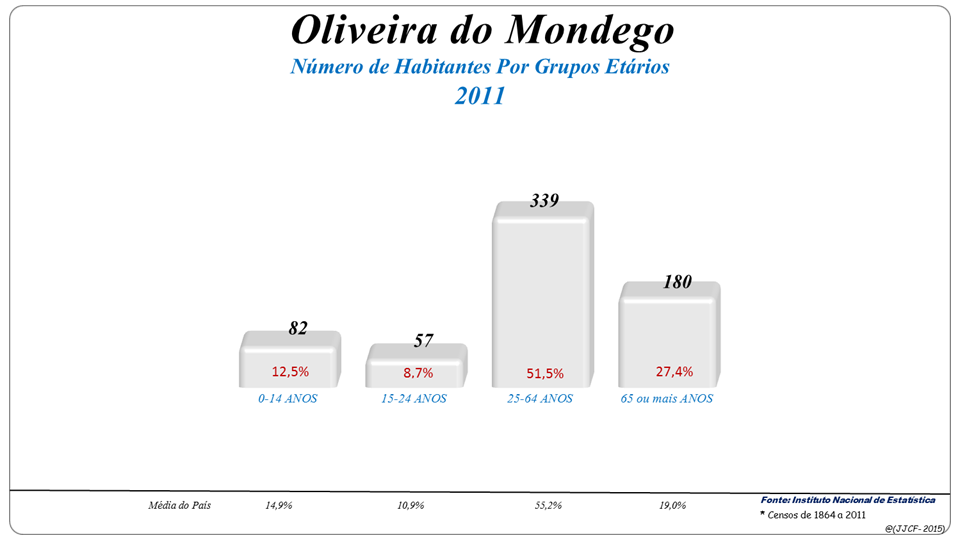
Grupos Etários (2001 e 2011)

Nos censos de 1864 a 1911 figura Oliveira do Cunhado. Por decreto de 24/08/1912 passoua a ter a designação actual (Fonte: INE)
A população da extinta Freguesia de Oliveira do Mondego era distribuída pelos seguintes lugares:
- Alto das Lamas
- Areeiro
- Bairro Martins Soares
- Coiço
- Cunhedo
- Lavradio
- Oliveira do Mondego
- Paredes
- Porto da Raiva